# Ty kinuła
Ty kinuła (ros. Ты кинула, pol. Rzuciłaś) – drugi album studyjny białoruskiego zespołu rockowego Lapis Trubieckoj, wydany 30 stycznia 1998 roku. Początkowo album miał nazywać się Leczu w Moskwu.

## Lista utworów
| Nr  | Tytuł utworu                  | Oryginalna pisownia tytułu | Długość |
| --- | ----------------------------- | -------------------------- | ------- |
| 1.  | „Au”                          | «Ау»                       | 3:54    |
| 2.  | „Ranietoje sierdce (Aby czo)” | «Ранетое сердце (Абы чо)»  | 5:46    |
| 3.  | „Ty kinuła”                   | «Ты кинула»                | 3:57    |
| 4.  | „Pastuszok”                   | «Пастушок»                 | 4:38    |
| 5.  | „Eta diewoczka”               | «Эта девочка»              | 4:30    |
| 6.  | „Parieniok pod sledstwijem”   | «Паренёк под следствием»   | 4:10    |
| 7.  | „W płatje biełom”             | «В платье белом»           | 4:58    |
| 8.  | „Jewpatorija”                 | «Евпатория»                | 5:53    |
| 9.  | „Mietielica”                  | «Метелица»                 | 4:30    |
| 10. | „Obłaka”                      | «Облака»                   | 4:58    |
| 11. | „Poczemu lubow' uchodit”      | «Почему любовь уходит»     | 5:28    |
|     |                               |                            | 52:42   |

## Twórcy
- Siarhiej Michałok – wokal, akordeon
- Alaksandr Rołau – wokal (utwór 4), gitara akustyczna
- Rusłan Uładyka – gitara, klawisze, akordeon
- Dzmitryj Swirydowicz – gitara basowa
- Waler Baszkou – gitara basowa (utwory 1, 2)
- Jahor Dryndzin – trąbka
- Pawieł Kuziukowicz – waltornia
- Alaksiej Lubawin – perkusja[3]